# Cangetta hemicneca
Cangetta hemicneca là một loài bướm đêm trong họ Crambidae.